# Tautoro
La ville de Tautoro est une localité située dans la région du Northland,dans l'île du Nord de la Nouvelle-Zélande.

## Situation
Elle siège à 8 km au sud-est de la ville de Kaikohe .
La communauté rurale d' Awarua est localisée au sud de la ville de Tautoro .

## Histoire et culture
Tautoro a cinq marae dépendants des Ngāpuhi
- Kaikou Marae et la maison de rencontre d'Eparaima Makapi sont affiliés avec les Ngāti Hine (en).
- Kaingahoa Mataraua Marae et la maison de rencontre Tūmanako sont affiliés avec les Ngāi Tāwake ki te Waoku (en) et les Ngāti Rangi (en).
- Te Maata Marae et la maison de rencontre Te Whare Huinga sont reliés aux Ngāti Moerewa (en) et aux Ngāti Rangi (en).
- Māhūhū ki te Rangi Marae et la maison de rencontre correspondante appartiennent aux Ngāti Moerewa (en).
- Te Hungāiti est aussi un terrain de rencontre pour les deux hapūs [3] , [2].

La communauté de Awarua, au sud de Tautoro, a également 2 autres marae des Ngāpuhi:
- Te Hūruhi Marae et la maison de rencontre de Ngāti Māhia sont affiliés avec les Ngāti Hine (en) et les Ngāti Māhia (en).
- Ururangi Marae et la maison de rencontre sont affiliés avec les Ngāti Māhia (en)[3] , [2]

## Éducation
L'école de Tautoro School est une école mixte assurant tout le primaire (allant de l'année 1 à 8, avec un taux de taux de décile de 1 et un effectif de 77 élèves . L'école a célébré son centenaire en 2006 .